# Carlo Rovelli
Carlo Rovelli (Verona, 3 de maio de 1956) é um físico e cosmólogo italiano.
Já atuou na Itália e nos Estados Unidos, e atualmente trabalha na Universidade de Aix-Marselha (França).
Rovelli é conhecido por sua interpretação relacional da mecânica quântica. Desenvolveu juntamente com Abhay Ashtekar e Lee Smolin uma teoria da gravitação quântica, conhecida como gravidade quântica em loop.
Apresentou juntamente com Alain Connes a hipótese do tempo térmico, de acordo com a qual o eixo temporal (arrow of time) é um processo termodinâmico. Já escreveu diversos livros de divulgação científica, entre os quais o best seller internacional Sete Breves Lições de Física (Sette Brevi Lezioni di Fisica) que já foi traduzido para mais de 40 idiomas. 

## Vida e Carreira
Carlo Rovelli nasceu em Verona , Itália, em 3 de maio de 1956. Frequentou o Liceo Clássico Scipione Maffei em Verona. Na década de 1970, participaram dos movimentos políticos estudantis nas universidades italianas. Esteve envolveu-se com as estações de rádio políticas livres Rádio Alice em Bolonha e Rádio Anguana em Verona, no qual ajudou a fundar. Em conjunto com sua atividade política, foi acusado, mas posteriormente liberado, por crimes de opinião relacionados ao livro Fatti Nostri, do qual foi coautor com Enrico Palandri , Maurizio Torrealta e Claudio Piersanti. 

## Obras
- What is time? What is space?. Roma : Di Renzo Editore, 2006, ISBN 8883231465
- Sette brevi lezioni di fisica (Sete breves lições de física).Milao: Adelphi Edizioni S.p.A, 2014, ISBN 9788539007097